# Sint-Aldegondakerk (Rheindorf)
De Sint-Aldegondakerk (Duits: Kirche St. Aldegundis) is een rooms-katholiek godshuis in Rheindorf, een stadsdeel van Leverkusen. Het is de parochiekerk van Rheindorf-Hitdorf in het decanaat Leverkusen van het aartsbisdom Keulen.

## Geschiedenis
Het oudste deel van de drie verdiepingen tellende romaanse weertoren van de kerk dateert uit de 12e eeuw. De bouw ervan vond op fundamenten uit de Karolingische tijd plaats. Op de weg van Keulen naar Kaiserwerth liet Pepijn, de vader van Karel de Grote, zich op deze plek met een veer over de Rijn zetten.
De bovenste verdieping van de toren werd in de 15e eeuw van baksteen gebouwd. Het huidige kerkschip met een vlak tongewelf ontstond tussen 1774 en 1777.  De inrichting met een hoogaltaar (met links het beeld van de kerkpatrones, rechts dat van de heilige Sebastiaan en centraal een beeld van Maria met Kind) en een orgelkas in de  rococostijl dateert uit dezelfde periode. 
Tegen het einde van de Tweede Wereldoorlog werd de Aldegondakerk door granaatbeschietingen zwaar beschadigd. Als gevolg hiervan stortte in 1946 de hoge gotische spits in. De huidige, lagere spits werd in 1947 geplaatst. 
Op 1 januari 2012 fuseerden de parochies Heilig Kruis en Sint-Stefanus met Sint-Aldegonda tot één parochie. Sindsdien geldt de Aldegondakerk als de parochiekerk van de gemeente.

## Klokken
In de toren hangen vier klokken, waarvan de twee grootste klokken uit 1459 en 1545 stammen. De twee andere klokken werden in 1955 gegoten.
| Nummer | Naam           | Gietjaar | Gieter                                | Doorsnee (mm) | Gewicht (kg) | Slagtoon (HT-1/16) |
| ------ | -------------- | -------- | ------------------------------------- | ------------- | ------------ | ------------------ |
| 1      | Aldegonda-klok | 1459     | Khristian Kloit en Sifart Duisterwalt | 1178          | 960          | f1 −3              |
| 2      | Salvator-klok  | 1545     | Heinrich (II) von Ouerraide,          | 1077          | 840          | g1 +3              |
| 3      | Maria-klok     | 1955     | Fa. Feldmann & Marschel, Münster      | 850           | 350          | b1 +2              |
| 4      | Michaël-klok   | 1955     | Fa. Feldmann & Marschel, Münster      | 757           | 250          | c2 +2              |